# Bond Street
Bond Street è una via del centro di Londra, a Mayfair, considerata sin dal XVIII secolo una delle zone più lussuose e uno dei maggiori centri degli acquisti prêt-à-porter della capitale. La strada congiunge il centro di Mayfair a Piccadilly a sud e a Oxford Street a nord.
Tecnicamente "Bond Street" non esiste: il tratto sud è noto come Old Bond Street, mentre quello a nord, lungo meno della metà del primo, è denominato New Bond Street. Questa distinzione, comunque, non è utilizzata nell'uso comune.

## Storia

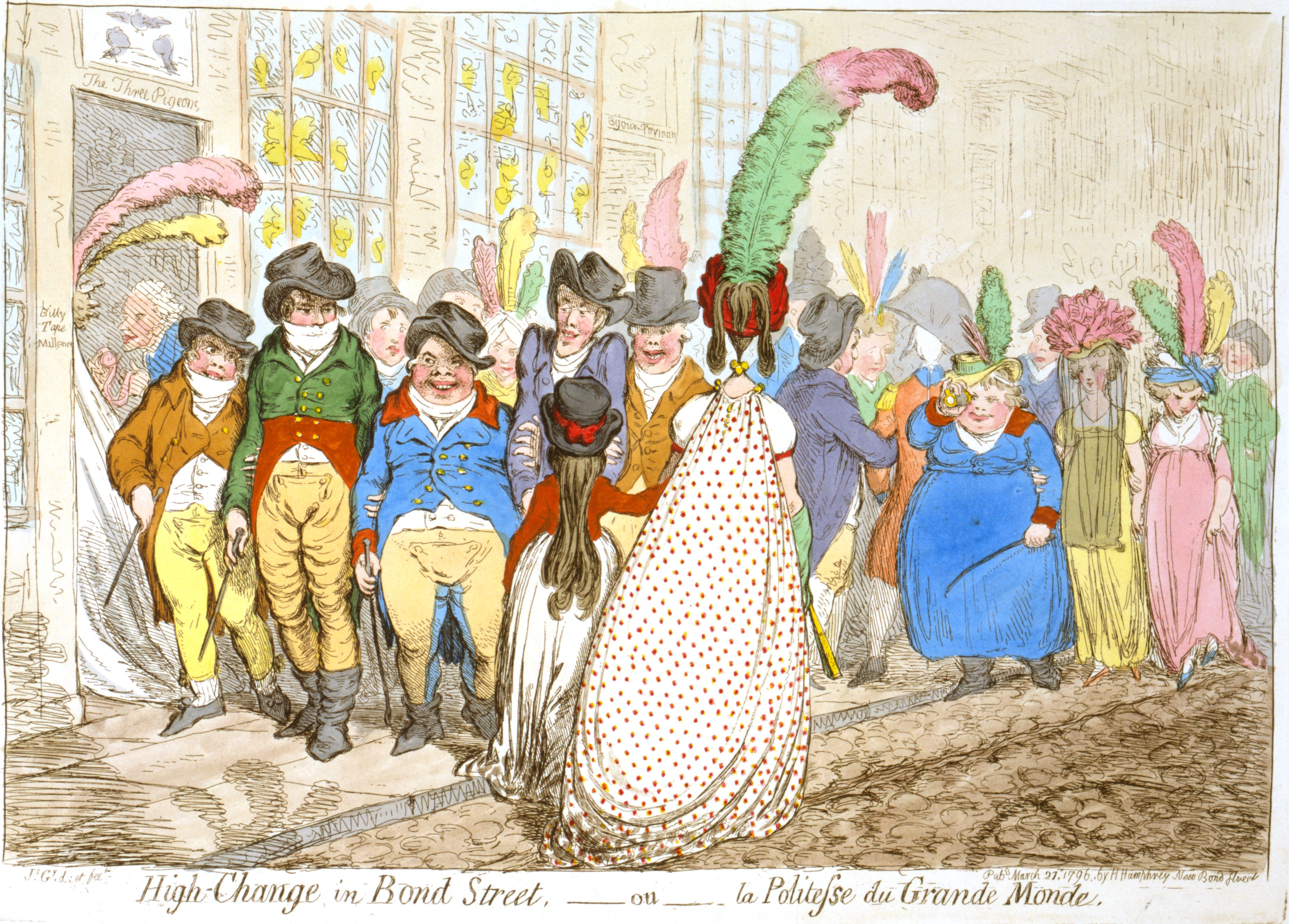
In High-Change in Bond Street (1796), James Gillray realizza una caricatura per evidenziare la mancanza di cortesia a Bond Street, che era, all'epoca, un grandioso ambiente dedicato alla moda.

Bond Street prese il nome da Sir Thomas Bond, a capo di un consorzio di immobiliaristi che aveva acquistato una mansion a Piccadilly chiamata Clarendon House da Christopher Monck, II duca di Albemarle nel 1683 ed aveva proceduto alla demolizione e allo sviluppo della zona. Egli realizzò anche, nelle vicinanze, Dover Street e Albermarle Street. In quel tempo la mansion affacciava su terreni aperti e lo sviluppo delle costruzioni a Mayfair era appena agli inizi. Si muoveva in prevalenza da sud a nord, in quella che è oggi la parte meridionale della strada denominata Old Bond Street, mentre la parte settentrionale, oggi denominata New Bond Street, venne edificata in una seconda fase. La mappa di Londra di John Rocque, pubblicata nel 1746, mostra tutta la lunghezza di Bond Street e delle sue vie laterali completamente costruite.

## Bond Street oggi

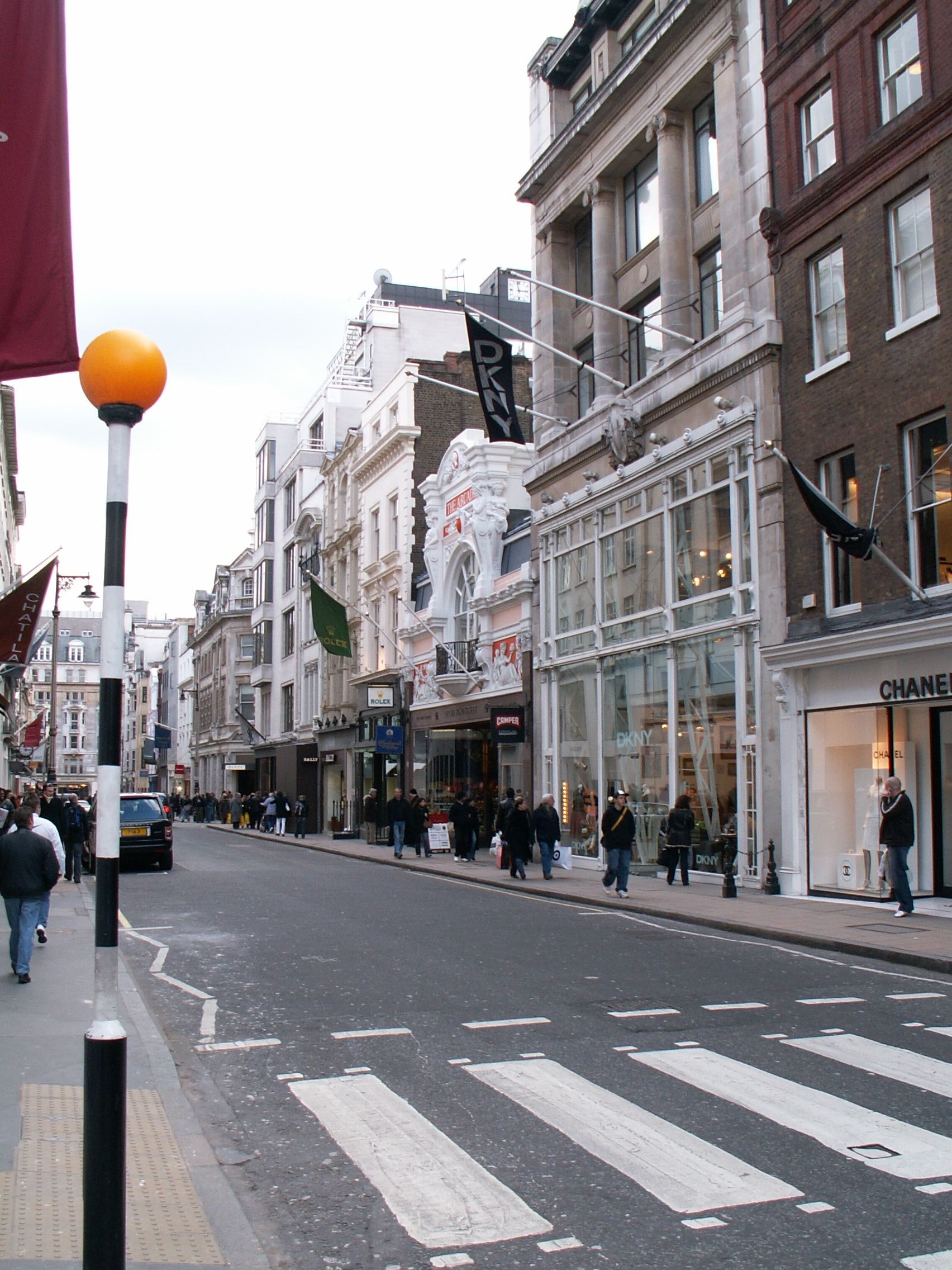
New Bond Street

Un tempo Bond Street era nota come sede di eleganti gallerie d'arte e di antiquariato, raggruppate attorno alla sede londinese della casa d'aste Sotheby's, che è in Bond Street da oltre cento anni, e della Fine Art Society presente sin dalla sua fondazione avvenuta nel 1876. Alcune di queste sussistono ancora oggi, ma la maggioranza dei negozi sono ora occupati da case di moda, comprese le più importanti a livello mondiale. Esistono anche negozi di lusso come ad esempio di gioiellieri internazionali. Lungo la strada è collocata un'inusuale scultura, di Lawrence Holofcener, rappresentante Winston Churchill e Franklin D. Roosevelt in conversazione, seduti sulla panchina di un parco.
In anni recenti, Sloane Street, che si trova a Knightsbridge a circa due chilometri di distanza, è divenuta l'altra area degli acquisti rivale di Bond Street.
Bond Street è menzionata in diverse opere letterarie, come ad esempio Ragione e sentimento di Jane Austen e Mrs. Dalloway di Virginia Woolf.

## Lista delle attività commerciali di Bond Street

### Lato occidentale
New Bond Street
- Zara
- House of Labels
- Pronovias
- (Blenheim Street)
- Victorinox
- Royal Bank of Scotland
- Doly
- Robina
- Mephisto
- Bonhams
- R.M. Williams
- Loewe
- Ivory
- Gant
- Frost
- Russell & Bromley
- (Brook Street)
- Victoria's Secret
- Pringle of Scotland
- Armani Casa
- Armani Collezioni
- Bally
- Anya Hindmarch
- Porsche Design
- Folli Follie
- Canali
- (Lancashire Court)
- Miu Miu
- DKNY Jeans
- Pal Zileri
- HSBC
- (Grosvenor Street)
- Diesel
- Corneliani
- Church's
- Opera Gallery
- Renoir House
- Bateel
- SJ Phillips Ltd
- Zilli
- Mallett
- Polo Ralph Lauren
- vacant
- Richard Green
- The Fine Art Society
- Wana
- (Bruton Street)
- Hermès
- Michael Kors
- Loro Piana
- Nicole Farhi
- Louis Vuitton
- Cheaney
- Boucheron
- (Grafton Street)
- Asprey
- Bulgari
- Marcus
- Harry Winston
- Moussaieff
- Chanel
- Chaumet
- Cartier
- Boodles
- Mikimoto
- David Morris

Old Bond Street
- Tiffany & Co
- Chanel
- DKNY
- The Royal Arcade
- Watches of Switzerland (Rolex)
- Akris
- Leviev
- Yves Saint Laurent
- (Stafford Street)
- Gucci
- George Cleverley
- René Caovilla
- Vertu
- Marina Rinaldi
- Cartier
- Etro (soon)
- Georgina Goodman
- offices
- De Beers

### Lato orientale
New Bond Street
- Next
- ROC
- Reiss
- Baroni
- Francesco Biasia
- (Dering Street)
- Leonidas
- Watches of Bond Street
- Basler
- Jil Sander
- Boudi
- TM Lewin
- Fobia
- Oliver Sweeney
- Calvin Klein
- Pellini Uomo
- (Brook Street)
- Fenwick
- D & G
- Emporio Armani
- redevelopment
- redevelopment
- F Pinet
- (Maddox Street)
- Avi Rossini
- Wempe
- Mulberry Company
- Smythson of Bond Street
- Zegna
- Other Criteria
- Sotheby's
- Richard Green
- Furla
- Anne Fontaine
- Halcyon
- Longchamp
- Jimmy Choo
- Lucie Campbell
- Russell & Bromley
- (Conduit Street)
- Burberry
- refurbishment Louis Vuitton
- (Clifford Street)
- Watches of Switzerland
- Patek Philippe & Co.
- Georg Jensen
- de Grisogone
- Adler
- Chopard
- Moira
- Longmire
- Breguet
- Van Cleef & Arpels
- Graff Diamonds
- Ralph Lauren
- (Burlington Gardens)

Old Bond Street
- Salvatore Ferragamo
- Joseph
- offices
- Chatilla
- Max Mara
- Prada
- Bottega Veneta
- Etro
- Daniel Katz
- Mountblanc
- Omega Boutique
- Damiani
- Daks
- Gina
- Dolce & Gabbana
- Alexander McQueen
- Tod's
- Jaeger LeCoultre
- Mappin & Webb